# Mundwa
Mundwa é uma cidade e um município no distrito de Nagaur, no estado indiano de Rajastão.

## Geografia
Mundwa está localizada a 27° 04′ N, 73° 49′ L. Tem uma altitude média de 335  metros (1099  pés).

## Demografia
Segundo o censo de 2001, Mundwa tinha uma população de 16,004 habitantes. Os indivíduos do sexo masculino constituem 51% da população e os do sexo feminino 49%. Mundwa tem uma taxa de literacia de 47%, inferior à média nacional de 59.5%: a literacia no sexo masculino é de 61% e no sexo feminino é de 33%. Em Mundwa, 18% da população está abaixo dos 6 anos de idade.